# Frédéric Devreese
Frédéric Devreese (ur. 2 czerwca 1929 w Amsterdamie, zm. 28 września 2020 w Brukseli) – belgijski dyrygent, kompozytor muzyki filmowej.

## Życiorys
Devreese  był znany z muzyki filmowej, w tym Benvenuta André Delvaux i Okrutny uścisk Marion Hänsel.
Urodzony w Amsterdamie Devreese pierwsze muzyczne szkolenie otrzymał od swojego ojca, kompozytora-dyrygenta Godfrieda Devreese (1893–1972).
Studiował kompozycję u Marcela Poota i dyrygenturę u René Defosseza w Brukseli, kompozycję u Ildebrando Pizzettiego w Rzymie w latach 1952–1955 oraz dyrygenturę u Hansa Swarowsky’ego w Wiedniu w latach 1955–56.
Devreese komponował muzykę na fortepianie, muzykę kameralną, orkiestrę, chór, operę i balet, ale stał się powszechnie znany dzięki swojej muzyce filmowej. Ponadto napisał utwór na Międzynarodowy Konkurs Muzyczny im. Królowej Elżbiety Belgijskiej w Brukseli (1983, IV Koncert) oraz konkurs im. Adolphe’a Saxa w Dinant (1998, Ostinati).
Pełnił funkcję dyrygenta Orkiestry Filharmonicznej BRT oraz orkiestr gościnnych na całym świecie. Za nagrania do serii „Antologia muzyki flamandzkiej” Marco Polo był nominowany do nagrody Ambasadora Kultury Flandrii w latach 1996–97.

## Życie prywatne
Devreese był żonaty z Annie De Clerck. Zmarł 28 września 2020 roku na raka w wieku 91 lat.

## Nagrody
- Konkurs Pianistyczny Prijsa Oostende (1949, za koncert nr 1)
- Prix Italia (1964, dla Willema van Saefthingena, razem z Markiem Liebrechtem)
- Joseph Plateau Award (1990, za Het Sacrament)
- Georges Delerue Award (1994, dla La partie d'échecs)

## Odznaczenia
- Kawaler Orderu Korony
- Kawaler Orderu Leopolda II

W 1996 roku został pasowany na rycerza Belgii przez Alberta II Koburga. Jego mottem jest Tenuto.